# Casa pairal dels Vila
Casa pairal dels Vila és una obra renaixentista de Castelló de Farfanya (Noguera) inclosa a l'Inventari del Patrimoni Arquitectònic de Catalunya.

## Descripció

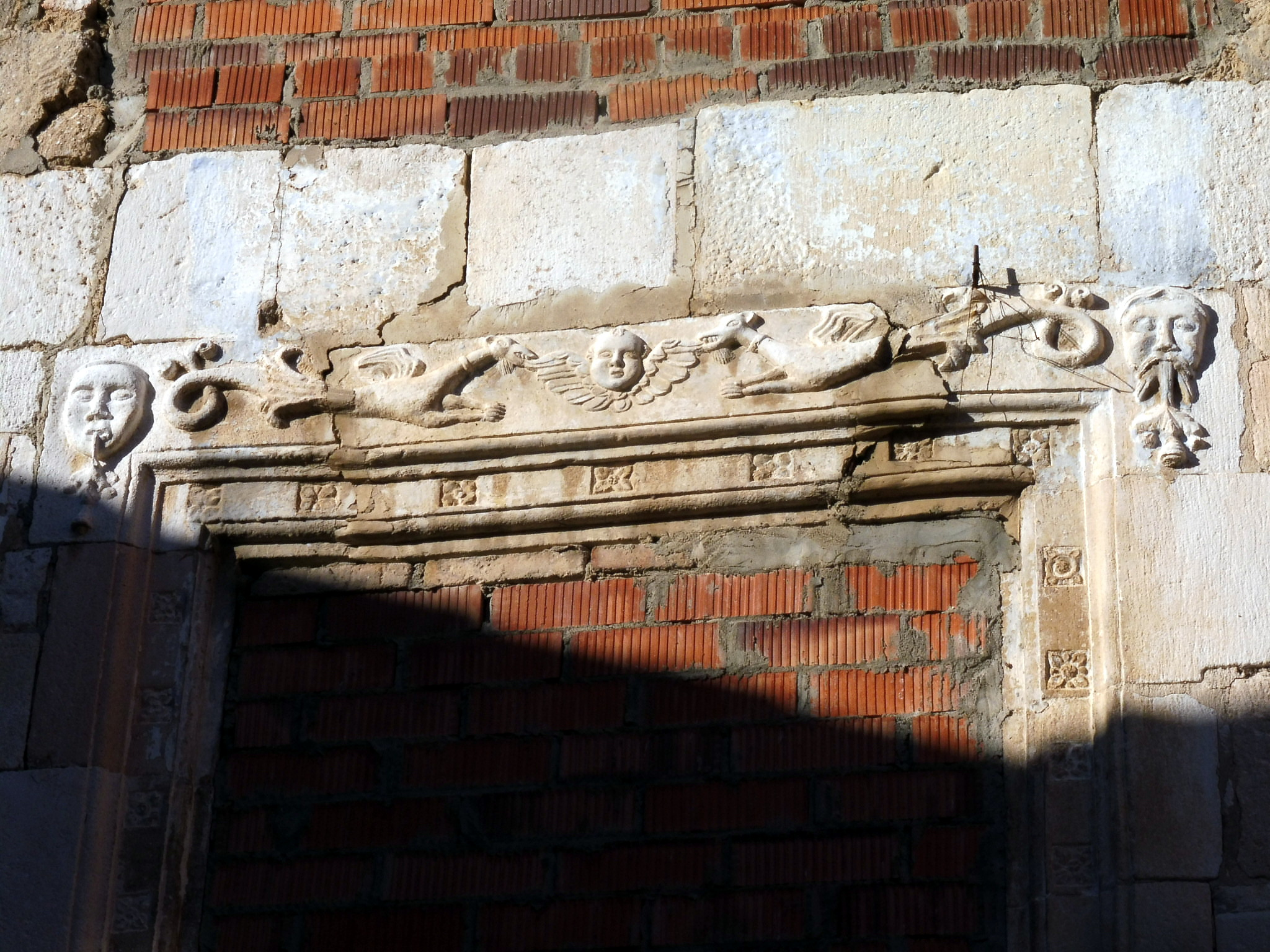
Detall de la llinda de la finestra

Edifici de gran llargària que dona a dos carrers. Ha estat molt remodelat. Presenta a la porta dos pilars amb capitells d'estil jònic. La data 1588 és inscrita a la llinda. La façana original és feta a base de grans carreus de pedra; avui és molt deteriorada.

## Història
La senyoria de Castelló a partir de 1512 fou encomanada a Lluís de Beaumont, comte de Lerín, gran Prior i conestable de Navarra, el blasó del qual és esculpit al Portal de Santa Maria (camí de Balaguer). Unit a aquest llinatge després amb la casa dels ducs d'Alba des de 1596 a 1835, exerciran el domini de la vila.